# Liste der Kulturgüter in Mont-Vully
Die Liste der Kulturgüter in Mont-Vully enthält alle Objekte in der Gemeinde Mont-Vully im Kanton Freiburg, die gemäss der Haager Konvention zum Schutz von Kulturgut bei bewaffneten Konflikten, dem Bundesgesetz vom 20. Juni 2014 über den Schutz der Kulturgüter bei bewaffneten Konflikten sowie der Verordnung vom 29. Oktober 2014 über den Schutz der Kulturgüter bei bewaffneten Konflikten unter Schutz stehen.
Objekte der Kategorien A und B sind vollständig in der Liste enthalten, Objekte der Kategorie C fehlen zurzeit (Stand: 1. Januar 2023).

## Kulturgüter
| Foto | | Objekt | Kat. | Typ | Standort                                             | Beschreibung                                                        |
| ---- | --- | --- | ---- | --- | ---------------------------------------------------- | ------------------------------------------------------------------- |
| ja   | Datei hochladen · Wikidata zu Oppidum von Bas-Vully (Q2027152)                                            | Mont Vully, keltiches Oppidum / Mont Vully, oppidum celtique KGS-Nr.: 02361                                            | A    | F   | Bas-Vully 573771 / 201490                            |                                                                     |
| ja   | Datei hochladen · Wikidata zu Haus von Steiger (Q29479210)                                                | Haus von Steiger / Maison de Steiger KGS-Nr.: 02363                                                                    | A    | G   | Praz (Vully), Ruelle des Gerles 1 574068 / 200279    |                                                                     |
| ja   | Datei hochladen · Wikidata zu Haus von Wattenwyl (Q29479213)                                              | Haus von Wattenwyl / Maison de Wattenwyl KGS-Nr.: 02364                                                                | A    | G   | Praz (Vully), Rue du Château 18 573916 / 200281      |                                                                     |
| ja   | Datei hochladen · Wikidata zu Haus Erlach-Velga (Q29479214)                                               | Haus von Erlach-Velga / Maison d’Erlach-Velga KGS-Nr.: 02365                                                           | A    | G   | Praz (Vully), Rue du Château 1, 3, 5 573997 / 200236 |                                                                     |
| ja   | Datei hochladen · Wikidata zu Herrenhaus Gatschet (Q29479215)                                             | Herrenhaus Gatschet / Manoir Gatschet KGS-Nr.: 02366                                                                   | A    | G   | Môtier, Route du Lac 95 573169 / 199816              |                                                                     |
| ja   | Datei hochladen · Wikidata zu Winzerhaus Les Rondas (Q29479216)                                           | Winzerhaus Les Rondas / Maison vigneronne Les Rondas KGS-Nr.: 02368                                                    | A    | G   | Guévaux, Route du Lac 361 571049 / 198686            |                                                                     |
| BW   | Datei hochladen · Wikidata zu Haus von W.J. Merz (Q29479212)                                              | Haus von W. J. Merz / Maison de W. J. Merz KGS-Nr.: 09978                                                              | A    | G   | Môtier, Route du Lac 301 571549 / 199039             |                                                                     |
| BW   | Datei hochladen · Wikidata zu Môtier I, Bestandteil des UNESCO Welterbeobjekts "Pfahlbauten" (Q125974747) | Môtier I, jungsteinzeitliche Seeufersiedlung / Site néolithique lacustre KGS-Nr.: 16345                                | A    | F   | Môtier 573300 / 199820                               | Teil des UNESCO-Welterbes «Prähistorische Pfahlbauten um die Alpen» |
| ja   | Datei hochladen · Wikidata zu Hotel Richard (Q29696651)                                                   | Hôtel Richard KGS-Nr.: 02369                                                                                           | B    | G   | Môtier, Route du Lac 1 573685 / 200159               |                                                                     |
| ja   | Datei hochladen · Wikidata zu Haus En Chambaz (Q29696618)                                                 | Haus En Chambaz / Maison En Chambaz KGS-Nr.: 02370                                                                     | B    | G   | Môtier, Route du Lac 161 572764 / 199624             |                                                                     |
| BW   | Datei hochladen · Wikidata zu Winzerhaus Fischer, bekannt als Château de Mur (Q29696635)                  | Winzerhaus Fischer, genannt Château de Mur / Maison vigneronne Fischer dite Château de Mur KGS-Nr.: 02371              | B    | G   | Mur, Rue du Château 8 571370 / 199278                |                                                                     |
| BW   | Datei hochladen · Wikidata zu Kirche Saint-Vincent de Paul des Zuchthauses (Q29696584)                    | Kirche Saint-Vincent de Paul des Zuchthauses / Église Saint-Vincent de Paul, du pénitencier KGS-Nr.: 12359             | B    | G   | Sugiez, Bellechasse 338 576912 / 202598              |                                                                     |
| ja   | Datei hochladen · Wikidata zu Protestantische Kirche, ehemalige Kirche Satin-Pierre (Q29696569)           | Protestantische Kirche, ehemalige Kirche Satin-Pierre / Temple protestant, ancienne église Satin-Pierre KGS-Nr.: 13221 | B    | G   | Môtier, Ruelle Guillaume-Farel 2 572914 / 199772     |                                                                     |
| ja   | Datei hochladen · Wikidata zu Haus von Meister Guilland (Q29696603)                                       | Haus von Meister Guilland / Maison de maître Guilland KGS-Nr.: 13222                                                   | B    | G   | Lugnorre, Route du Quart-Dessus 4 572028 / 199921    |                                                                     |